# Römerswil (St. Ursen)

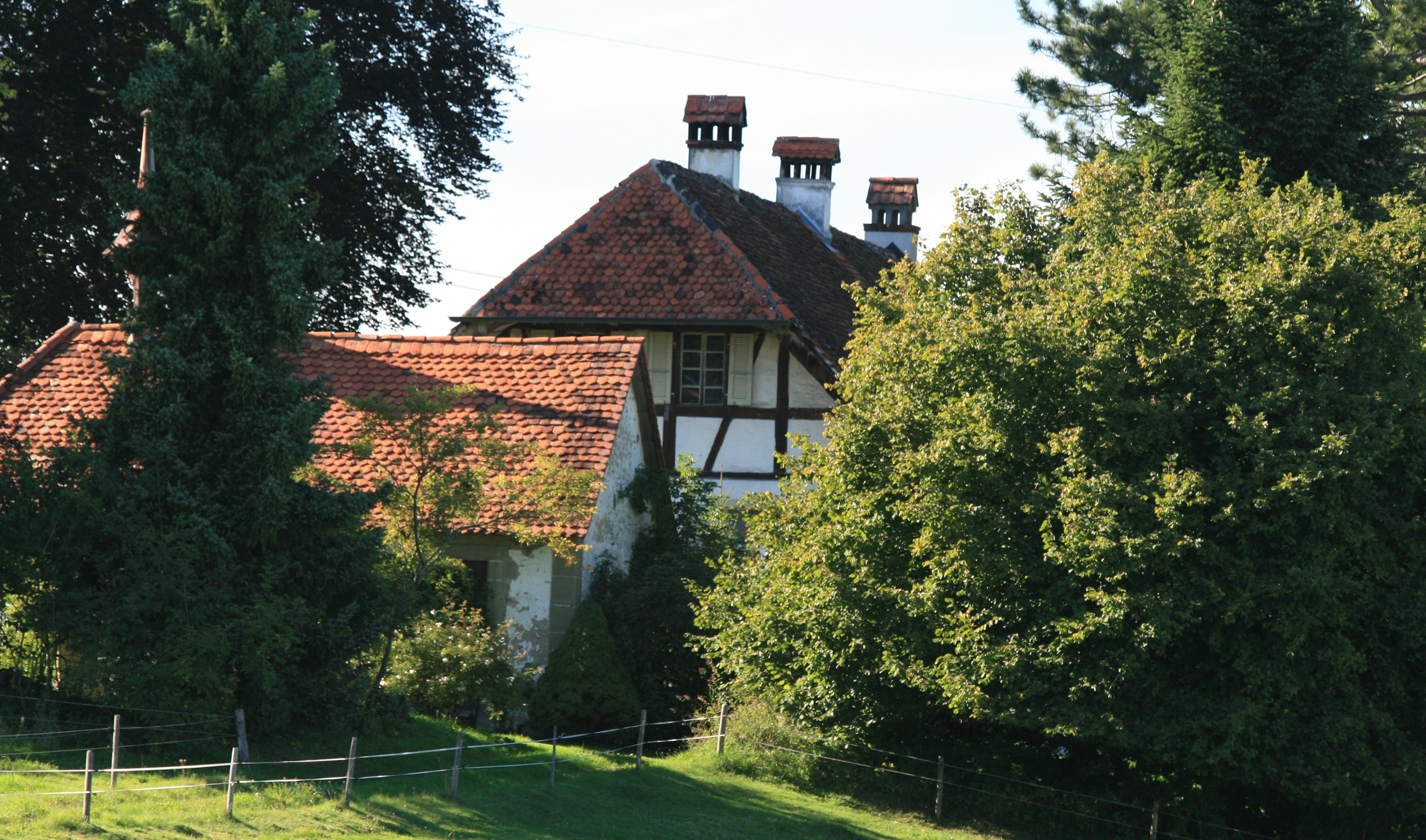
Herrenhaus im Weiler Römerswil

Römerswil ist ein Weiler in der Schweizer Gemeinde St. Ursen im Kanton Freiburg. Römerswil liegt 700 m ü. M. auf dem Plateau südlich des Galterngrabens an der Grenze zum Quartier Bürglen der Stadt Freiburg.

## Name
Ursprünglich hiess der Weiler Remletswil. Auch die Form Remoltswil und ähnliche Schreibweisen sind belegt. Aufgrund des Fundes einer römischen Amphore auf dem Gebiet von Römerswil, wurde der Name des Weilers dahingehend geändert, auch wenn eine römische Besiedelung bisher nicht nachgewiesen werden konnte.

## Geschichte
In Römerswil gab es zunächst zwei Herrengüter, wobei das eine seit 1625 im Besitz der Familie Vonderweid war, das andere gehörte den Montenachs. Letzteres kam in der zweiten Hälfte des 18. Jahrhunderts ebenfalls in den Besitz der Familie Vonderweid. Der gemeinsame Besitz wurde dann zwischen den Brüdern Joseph und Philipp entlang der Strasse von Freiburg nach Tentlingen geteilt, wobei Joseph den Teil oberhalb der Strasse mit dem oberen Schloss und Philipp das untere Schloss mit dem Land unterhalb der Strasse bekam. 
Heute befinden sich die Güter in Privatbesitz eingewanderter Berner Familien.